# Sarbinowo Drugie
Sarbinowo Drugie – osada w Polsce położona w województwie kujawsko-pomorskim, w powiecie żnińskim, w gminie Janowiec Wielkopolski.
W latach 1975–1998 miejscowość administracyjnie należała do województwa bydgoskiego. Według Narodowego Spisu Powszechnego (III 2011 r.) liczyła 500 mieszkańców. Jest drugą co do wielkości miejscowością gminy Janowiec Wielkopolski.

## Zabytki
Według rejestru zabytków NID na listę zabytków wpisany jest zespół dworski z 2. połowy XIX w., nr rej.: 151/A z 15.06.1985: dwór i park.